# Сульяна
Сульяна (ісп. Sullana) — місто в Перу, адміністративний центр  однойменної провінції.

## Географія
Лежить на північному заході Перу на річці Чира (басейн Тихого океану).

### Клімат
Місто знаходиться у зоні, котра характеризується кліматом тропічних пустель. Найтепліший місяць — березень із середньою температурою 27.2 °C (81 °F). Найхолодніший місяць — серпень, із середньою температурою 21.5 °С (70.7 °F).
| Клімат Сульяни          | Клімат Сульяни | Клімат Сульяни | Клімат Сульяни | Клімат Сульяни | Клімат Сульяни | Клімат Сульяни | Клімат Сульяни | Клімат Сульяни | Клімат Сульяни | Клімат Сульяни | Клімат Сульяни | Клімат Сульяни | Клімат Сульяни |
| Показник                | Січ.           | Лют.           | Бер.           | Квіт.          | Трав.          | Черв.          | Лип.           | Серп.          | Вер.           | Жовт.          | Лист.          | Груд.          | Рік            |
| Середня температура, °C | 26,2           | 27,1           | 27,2           | 26,1           | 24,3           | 22,6           | 21,6           | 21,5           | 21,7           | 22,2           | 23             | 24,5           | 24             |
| Норма опадів, мм        | 2.7            | 11             | 25.5           | 4.6            | 0.8            | 0.8            | 0.8            | 0.7            | 0.7            | 1.1            | 0.9            | 1.1            | 50.7           |
| Днів з опадами          | 4,5            | 5,5            | 4,7            | 4,3            | 2              | 0,9            | 1              | 0,6            | 0,9            | 1,9            | 1,4            | 1,8            | 29,5           |
| Вологість повітря, %    | 61             | 60.4           | 62.3           | 62.1           | 64.7           | 68.1           | 69.5           | 68.9           | 68.4           | 66.9           | 62.8           | 63.5           | 64.9           |
| ----------------------- | -------------- | -------------- | -------------- | -------------- | -------------- | -------------- | -------------- | -------------- | -------------- | -------------- | -------------- | -------------- | -------------- |
| Джерело: Weatherbase    |                |                |                |                |                |                |                |                |                |                |                |                |                |